# Francisco Rovira Beleta

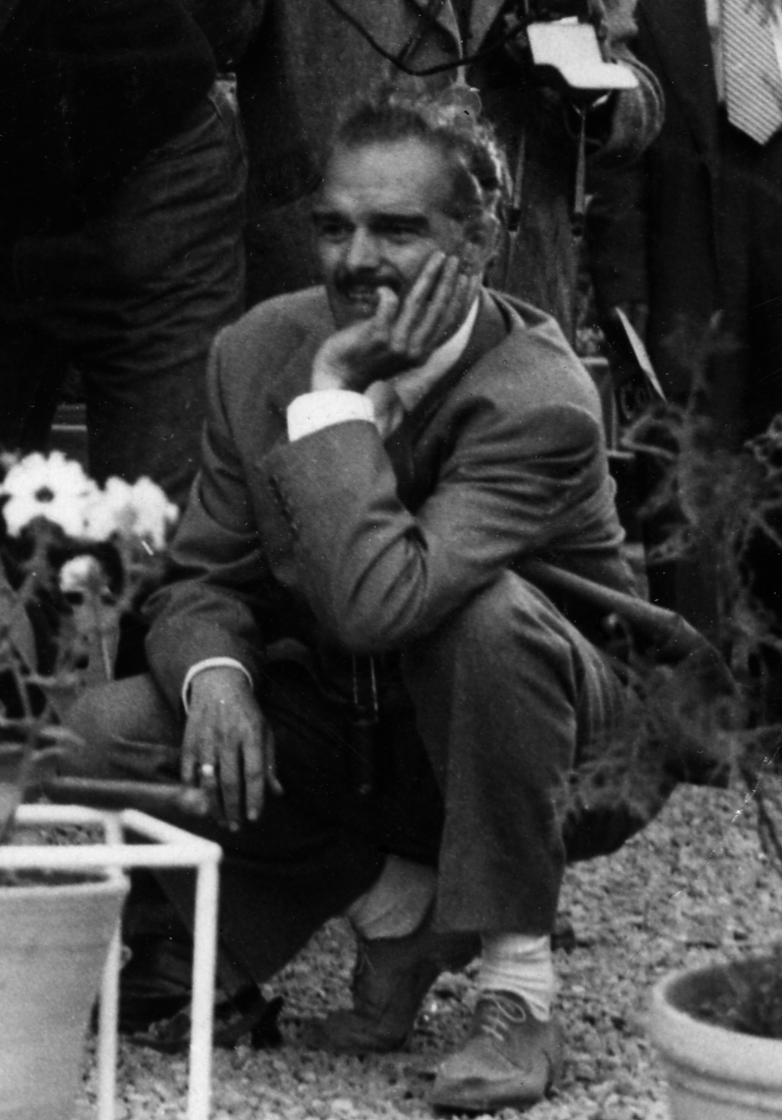
Francisco Rovira Beleta

Francisco de Asís Rovira Beleta (* 25. September 1912 in Barcelona; † 23. Juni 1999 ebenda) war ein spanischer Filmregisseur und Drehbuchautor.

## Leben und Wirken
Francisco Rovira Beleta studierte zunächst Rechtswissenschaften an der Universität Barcelona, wandte sich nach dem Abschluss 1942 jedoch dem Film zu. Er begann seine Karriere als Drehbuchautor und dann als Regieassistent bei dem spanischen Filmstudio Cifesa.  Dort assistierte er Luis Lucia und Juan de Orduña. Seine erste eigenständige abendfüllende Regiearbeit war Doce horas de vida (1949). Mit Werken wie dem Kriminalfilm Die Welt wird uns gehören (El expreso de Andalucía, 1956) wurde Rovira Beleta einer der frühen Vertreter des spanischen Film noir.
Einer der bekanntesten Filme Rovira Beletas ist der Flamenco-Tanzfilm Los Tarantos (1963) mit Carmen Amaya als von dem Gitarristen Andrés Batista begleitete Hauptdarstellerin, eine Romeo-und-Julia-Version, die zwischen verfeindeten „Zigeuner“-Familien in Barcelona spielt.  Diese Regiearbeit brachte ihm unter anderem 1964 eine Oscar-Nominierung in der Kategorie Bester fremdsprachiger Film ein. Der gleiche Erfolg gelang ihm 1968 mit dem Drama El amor brujo mit Antonio Gades und La Polaca in den Hauptrollen. Der Film beruht auf dem gleichnamigen Ballett von Manuel de Falla.
In den 1970er Jahren arbeitete Rovira Beleta auch für das Fernsehen, so drehte er für Televisión Española drei Folgen von Curro Jiménez, einer im 19. Jahrhundert spielenden Serie über einen andalusischen Gesetzlosen.
Rovira Beleta war einer der Gründer und Dekan der Hochschule Col·legi de Directors de Cinema de Catalunya in Barcelona. 1987 wurde er für sein Lebenswerk mit dem Premi especial de Cinematografia de la Generalitat ausgezeichnet. 1994 verlieh ihm das Kulturministerium Spaniens die Medalla de Oro al mérito en las Bellas Artes.
Rovira Beleta heiratete 1945 Rosario Llovera, mit der er vier Kinder bekam. Er starb mit 86 Jahren in seiner Geburtsstadt Barcelona.

## Filmografie (Auswahl)
- 1949: Doce horas de vida
- 1950: 39 cartas de amor
- 1952: Luna de sangre
- 1953: Hay un camino a la derecha
- 1954: Once pares de botas
- 1956: Die Welt wird uns gehören (El expreso de Andalucía)
- 1958: Familia provisional
- 1958: Historias de la feria
- 1960: Altas variedades
- 1962: Los atracadores
- 1963: Los Tarantos
- 1966: La dama del alba
- 1967: El amor brujo
- 1970: La larga agonía de los peces fuera del agua
- 1971: Impromptu Balear (Dokumentar-Kurzfilm)
- 1973: No encontré rosas para mi madre
- 1974: El día de San Jorge en Barcelona (Dokumentar-Kurzfilm)
- 1974: Cuentos y leyendas (Fernsehserie)
- 1976: La espada negra
- 1977: Curro Jiménez (Fernsehserie, 3 Folgen)
- 1979: Escrito en América (Fernsehserie)
- 1986: Crónica sentimental en rojo